# 保民堂
保民堂，位在臺灣新北市瑞芳區瓜山里金光路117號，為主祀神農大帝的廟宇，金瓜石地區居民亦稱之為仙公廟，廟旁有蘭陽登山步道，可通雙溪公路。

## 廟宇沿革
賴石松（或稱賴石貴） 於1932年以草堂形式居家供奉神農大帝，先搬遷到五寮仔，又再輾轉到瓜山里的大樹下，庇佑金瓜石礦工平安。1965年由時任瓜山里里長的張文榮發起信徒募捐，於現址建廟。1989年因堂宇空間不足，經神農大帝鸞示，廟方以5年時間計畫擴建，逐步加建偏室、花園、圖書室、幼稚園及戲台等設施。

## 祭祀神祇
一樓供奉孚佑帝君、天上聖母、觀音佛祖、五營將軍、福德正神、地藏王菩薩、文昌帝君、關聖帝君、中壇元帥、濟公等神明，二樓青雲殿主祀神農大帝，曾經有媒體報導，保民堂在1989年擴建後，重新雕刻在神農大帝左右兩側陪祀的童子神像貌似連戰、宋楚瑜，另祭祀恒侯大帝、八卦祖師等神明。
在臺灣民間信仰裡，神明通常有許多稱謂，常見的神農名稱有神農大帝、五谷仙帝、五穀王、粟母王、五穀先帝、先帝爺、神農仙帝、開天炎帝、先農、先帝爺、藥王、藥仙、五穀仙、大帝、田祖、田主、老祖等等。 有學者認為保民堂的主祀神為左手結道指、右手持長劍、膚色黑色者為藥王仙公， 金瓜石居民也稱保民堂為仙公廟。
保民堂於每年農曆四月二十五、二十六舉辦神農大帝聖誕。

## 扶鸞與藥籤
保民堂的鸞堂信仰起始於賴石松（或稱賴石貴），至今除了每年農曆正月初四扶鸞之外，廟方不定期進行扶鸞，以解決民眾私人問題尋求神諭辦事，著重在神蹟的展現，例如強調對疾病的醫治、編寫藥簿。
廟宇藥籤是過去在醫療資源不足的生活情境下，結合中藥材、信仰、民俗，向神明請求醫病解方的民間醫療方式。 保民堂主神為神農大帝，具有醫療神的信仰性質，在二樓青雲殿設有藥籤，民眾可向神農大帝擲筊求取藥籤，將籤號告知保民堂執事，由執事翻閱「藥簿」告知內容，「藥簿」是以扶鸞方式記錄編訂成冊，分為男科、女科、小兒科三種。

## 外部連結
- 蘭陽博物館-臺灣扶鸞文化特展 （页面存档备份，存于）